# Tim Kennedy (kampsportare)
Timothy Fred Kennedy, född 1 september 1979, är en amerikansk före detta MMA-utövare som bland annat tävlade i Ultimate Fighting Championship och Strikeforce.